# Elaphoglossum valdespinoi
Elaphoglossum valdespinoi är en träjonväxtart som beskrevs av John T. Mickel. Elaphoglossum valdespinoi ingår i släktet Elaphoglossum och familjen Dryopteridaceae. Inga underarter finns listade.